# Bonneuil-Matours
Bonneuil-Matours é uma comuna francesa na região administrativa da Nova Aquitânia, no departamento de Vienne. Estende-se por uma área de 42,8 km². Em 2010 a comuna tinha 2 173 habitantes (densidade: 50,8 hab./km²).